# Heleophryne orientalis
Heleophryne orientalis es una especie de anfibio anuro de la familia Heleophrynidae.

## Distribución geográfica
Esta especie es endémica de la Provincia Cabo Oriental en Sudáfrica. Habita entre los 215 y 500 m en las montañas Langeberg.

## Publicación original
- FitzSimons, 1946 : An account of the reptiles and amphibians collected on an expedition to the Cape Province, October to December, 1940. Annals of the Transvaal Museum, vol. 20, p. 351-377.[5]